# Csácsbozsok
Csácsbozsok Zalaegerszeg városrésze, 1963 előtt önálló község volt a Zalaegerszegi járásban. Ezen a néven 1888-ban alakult Csács és a tőle délkeletre lévő Bozsok falvak egyesítésével.

## Fekvése
Csácsbozsok  Zalaegerszeg központjától keletre terül el a 76-os főút mellett. A két kis zsáktelepülés közül Csács a főúttól északra, Bozsok pedig délre terül el a Felső-Válicka mentén.  Csácsot északra a Zala folyó határolja.

## Története
Csács neve szláv eredetű, I. István uralkodása idején bukkan föl először a neve, majd 1335-ben a zalavári apátság tulajdonaként írják le. A török hódoltság idején elpusztul, lakói sincsenek egészen a XVIII. századig. 1723-ban a német ajkú lakosság is letelepszik. A Zalán vízimalom is épült.
Bozsok

## Látnivalók
- Szent Sebestyén tiszteletére szentelt plébániatemplom[1]
- Csácsi arborétum
- Mária-forrás (Csurgó-forrás)

## A település az irodalomban
- Érintőlegesen szerepel Csács Bödőcs Tibor humorista első regényében, a zalai vidéki helyszínek sokaságát felvillantó Meg se kínáltak című kötetben (a 3. fejezetben).